# 赖波尔茨基兴
赖波尔茨基兴是德国莱茵兰-普法尔茨州的一个市镇。总面积7.48平方公里，总人口374人，其中男性184人，女性190人（2011年12月31日），人口密度50人/平方公里。